# Elias Ashmole
Elias Ashmole (ur. 23 maja 1617, zm. 18 maja 1692) był angielskim antykwariuszem, politykiem, wolnomularzem i wojskowym. Studiował astrologię i alchemię. Sprzyjał rojalistom podczas Angielskiej Wojny Domowej i restauracji Karola II; udzielał mu porad astrologicznych. Był członkiem Royal Society; nigdy jednak nie był w nim aktywny. Opublikował m.in. Fasciculus Chemicus.
Był aktywnym zbieraczem różnych wykopalisk, znalezisk i ciekawostek, które przekazał Uniwersytetowi w Oksfordzie i które stanowiły podstawę utworzenia Ashmolean Museum.